# شراكة
يعتبر مفهوم الشراكة مفهوما حديثا، حيث لم يظهر في القاموس إلا في سنة 1987 بالصيغة الآتية «نظام يجمع المتعاملين الاقتصاديين والاجتماعيين»، أما في مجال العلاقات الدولية فإن أصل استعمال كلمة شراكة تم لأول مرة من طرف مؤتمر الأمم المتحدة للتجارة والتنمية (CNUCED) في نهاية الثمانينات.
لقد تم استعمال كلمة شراكة كثيرا من طرف الباحثين دون إعطائها مفهوما دقيقا، وفي هذا الإطار يقترح B.Ponson «أنها تتمثل في كل أشكال التعاون ما بين مؤسسات أو منظمات لمدة معينة تهدف إلى تقوية فعالية المتعاملين من أجل تحقيق الأهداف التي تم تحديدها», فمفهوم الشراكة بهذا الشكل يشمل التحالف الإستراتيجي، لكن ينبغي أن نفرق بين التحالف والاندماج والاقتناء والشراكة، فيعتبر B.Garrette Et P.Dussage أن الاندماج والاقتناء هو زوال المؤسسة المعنية لميلاد وحدة أو مؤسسة جديدة، أما في التحالف والشراكة تبقى المؤسسة تحافظ على استقلاليتها من حيث الأهداف والمصالح الخاصة وتقيم علاقات مشاركة لتحقيق بعض الأهداف المشتركة.

## تعريف الشراكة
* التعريف الأول
«الشراكة الأجنبية هي عقد أو اتفاق بين مشروعين أو أكثر قائم على التعاون فيما بين الشركاء ويتعلق بنشاط إنتاجي (مشاريع تكنولوجية وصناعية) أو خدمي أوتجاري وعلى أساس ثابت ودائم وملكية مشتركة، ولا يقتصر هذا التعاون فقط على مساهمة كل منهما في رأس المال (الملكية), وإنما أيضا المساهمة الفنية الخاصة بعملية الإنتاج واستخدام براءات الاختراع والعلاقات التجارية، والمعرفة التكنولوجية، والمساهمة كذلك في كافة عمليات ومراحل الإنتاج والتسويق وسيتقاسم الطرفان المنافع والأرباح التي سوف تتحقق من هذا التعاون طبقا لمدى مساهمة كل منهما المالية والفنية».
* التعريف الثاني
«يعرف الاستثمار المشترك على أنه ينطوي على عمليات إنتاجية أو تسويقية تتم في دول أجنبية أو يكون أحد الأطراف فيها شركة دولية تمارس حقا كافيا في إدارة المشروع أو العملية الإنتاجية بدون السيطرة الكاملة عليه».
انطلاقا من التعاريف السابقة يمكننا تقديم تعريف شامل للشراكة على أنها تتمثل في نشاط اقتصادي ينشأ بفضل تعاون الأشخاص ذوي المصالح المشتركة لإنجاز مشروع معين، ويمكن أن تكون طبيعة التعاون: تجارية، مالية، تقنية أو تكنولوجية.
عقد شراكة هو التزام بين طرفين يتطلب حشد التعاون والتضامن لتحقيق أهداف مجتمعية عامة.وهو أسلوب يمكن من إشراك الطرفين الفاعلين.كل حسب قدراته الحقيقي
وما يجب الإشارة إليه أن كل التعاريف السابقة تتعلق بالمستوى الجزئي للاقتصاد، أما على المستوى الكلي فإن مفهوم الشراكة (أو المشاركة كما يسميها البعض) في العلاقات الاقتصادية بين الدول يطرح تساؤلا أساسيا هو أين تقع الشراكة من سلم التدرج في التكامل الاقتصادي الذي يعتبر من أشهر صيغ العلاقات الاقتصادية بين الدول، حيث مرت أشكال التعاون بين الدول الصناعية المتقدمة والدول النامية بعدة تطورات، فقد انتقلت من اعتماد الدول النامية على الدول الصناعية في تلبية متطلباتها إلى الشراكة فيما بينها بغرض تفعيل مبادئ تحرير التجارة وإعادة تقسيم العمل الدولي على نحو يتفق مع أهداف المنظمة العالمية للتجارة.
وفي هذا الإطار يمكننا تعريف الشراكة على المستوى الكلي على أنها:
تعاون دولتان أواكثر في نشاط إنتاجي أو استخراجي أو خدمي، حيث يقوم كل طرف بالإسهام بنصيب من العناصر اللازمة لقيام هذه الشراكة (رأسمال، العمل، التنظيم)، وقد يتخذ هذا التعاون المشترك شكل إقامة مشروعات جديدة أو زيادة الكفاءة الإنتاجية لمشروعات قائمة فعلا عن طريق إدماجها في مشروع مشترك يخضع لإدارة جديدة، ولايقتصر الأمر في الشراكة التي دعى إليها الإتحاد الأوروبي مع الدول المتوسطية على الجانب الاقتصادي فقط، بل يتعداه ليشمل الجوانب الأخرى (السياسية، الاجتماعية والثقافية).

## خصائص الشراكة
إن الشراكة ما هي إلا وسيلة أو أداة لتنظيم علاقات مستقرة ما بين وحدتين أو أكثر (دول أو مجموعات إقليمية), وتتطلب هذه العملية جملة من الخصائص منها:
- التقارب والتعاون المشترك، أي لا بد من الاتفاق حول حد أدنى من المرجعيات المشتركة Les références communes)) تسمح بالتفاهم والاعتراف بالمصلحة العليا للأطراف المتعاقدة (Les Partenaires).
- علاقات التكافؤ بين المتعاملين.
- خاصية الحركية في تحقيق الأهداف المشتركة.
- اتفاق طويل أو متوسط الأجل بين طرفين أحدهما وطني والآخر أجنبي لممارسة نشاط معين داخل دولة البلد المضيف.
- قد يكون الطرف الوطني شخصية معنوية عامة أو خاصة.
- لا تقتصر الشراكة على تقديم حصة في رأس المال، بل يمكن أن تتم من خلال تقديم خبرة أو نقل تكنولوجي أو دراية أو معرفة... إلخ.
- لا بد أن يكون لكل طرف الحق في إدارة المشروع (إدارة مشتركة)، التقارب والتعاون المشترك على أساس الثقة وتقاسم المخاطر بغية تحقيق الأهداف والمصالح المشتركة.
- التقاء أهداف المتعاملين (على الأقل في مجال النشاط المعني بالتعاون) والتي ينبغي أن تؤدي إلى تحقيق نوع من التكامل والمعاملة المماثلة على مستوى مساهمات الشركاء والمتعاملين.
- تنسيق القرارات والممارسات المتعلقة بالنشاط والوظيفة المعنية بالتعاون.

ومن هذا المنطق يمكننا القول أن الشراكة الاقتصادية تختلف في أسسها عن الاستثمار الأجنبي المباشر الذي يقوم على الانفراد بالإنتاج والملكية الكاملة لرأس المال، بالرغم من أن الشراكة هي وجه من أوجه الاستثمار الأجنبي المباشر والذي يعرفه صندوق النقد الدولي على أنه «ذلك النوع من أنواع الاستثمار الدولي الذي يعكس هدف حصول كيان مقيم في اقتصاد ما على مصلحة دائمة في مؤسسة مقيمة في اقتصاد آخر، وتنطوي هذه المصلحة على وجود علاقة طويلة الأجل بين المستثمر المباشر والمؤسسة، بالإضافة إلى تمتع المستثمر المباشر بدرجة كبيرة من النفوذ في إدارة المؤسسة».
ففي هذا الإطار نمت الإتجاهات نحو تحرير التجارة والمبادلات الدولية وتوسيع الأسواق، بالإضافة إلى أن التقسيم الدولي للعمل يفترض تنمية وتطويرالأقاليم والدول المختلفة وذلك بخلق أنشطة إنتاجية وصناعية بها لرفع قدرتها الإنتاجية وبالتالي الطلب المحلي ورفع طاقاتها التصديرية.